# Miusz
A Miusz (ukránul: Міус, oroszul: Миус) folyó Ukrajnában és Oroszországban, mely 258 kilométer hosszú, vízgyűjtő területe 6680 km² és az Azovi-tengerbe torkollik. A Donyeci-hátságban ered. Völgye a felső folyásánál 0,2–1,2 km széles, az alsó folyásánál 5–6 km. A folyó legnagyobb mélysége 6 méter.